# Volo Aeroflot 6833
Il volo Aeroflot 6833, in rotta da Tbilisi, RSS Georgiana, a Leningrado, RSFS Russa, con scalo intermedio a Batumi, fu teatro di un tentativo di dirottamento aereo da parte di sette giovani georgiani il 18-19 novembre 1983. La crisi terminò con un assalto del Tupolev Tu-134A da parte del Gruppo Alpha, provocando otto morti. I dirottatori sopravvissuti furono successivamente processati e giustiziati in base ad accuse assurde.

## L'incidente
Il 18 novembre 1983, sette giovani, tutti figli di famiglie dell'élite intellettuale georgiana, tentarono di fuggire dall'Unione Sovietica dirottando un aereo di linea della compagnia statale Aeroflot. Tra i dirottatori c'erano i pittori Gia Tabidze, Davit Mikaberidze e Soso Tsereteli, l'attore Gega Kobakhidze (che era stato appena selezionato per interpretare un ruolo nel famoso film di Tengiz Abuladze Repentance), e i medici Paata e Kakhi Iverieli. Finsero di dover partecipare ad una festa di matrimonio, salirono a bordo del Tupolev a Tbilisi e hanno cercato di dirottarlo in Turchia. A bordo c'erano 57 passeggeri e sette membri dell'equipaggio.
Il comandante, Akhmatger Gardapkhadze e il copilota Vladimir Gasoyan (entrambi furono successivamente insigniti del titolo di Eroe dell'Unione Sovietica) compirono delle manovre brusche per impedire ai dirottatori di prendere la mira. I dirottatori furono costretti a lasciare la cabina, ma diverse persone sono rimaste ferite in uno scontro. Piuttosto che cedere alle richieste dei dirottatori, il pilota tornò a Tbilisi.
Il capo del Partito comunista georgiano, Eduard Shevardnadze, chiese a Mosca il dispiegamento dell'unità speciale sovietica d'élite Gruppo Alpha. Il secondo giorno del dirottamento il gruppo Alpha prese d'assalto l'aereo ed arrestò i dirottatori sopravvissuti. L'incidente causò la morte di tre membri dell'equipaggio, due passeggeri e tre dirottatori. L'aereo aveva ricevuto ben 108 fori di proiettile durante l'attacco e, poiché la sua struttura era stata indebolita da manovre che superavano i limiti di progettazione, l'aereo è stato radiato e successivamente demolito.

## Processo e conseguenze
I dirottatori arrestati e il loro amico e confessore, il sacerdote ortodosso Theodore Chikhladze, furono processati dal tribunale georgiano sovietico. I detenuti hanno dichiarato di voler "avere una vita migliore e vivere in una società libera". Shevardnadze li descisse come "tossicodipendenti" e "banditi", chiedendo la pena di morte. Nell'agosto 1984, i tre dirottatori - Kobakhidze e i fratelli Iverieli - furono condannati a morte, mentre la loro co-cospiratrice Tinatin Petviashvili ricevette una condanna a 14 anni di carcere. Nonostante la mancanza di prove, il sacerdote Chikhladze è stato dichiarato "capofila" e anch'egli condannato alla pena capitale. Il 3 ottobre 1984, tutti e quattro gli uomini furono fucilati.
Molti dettagli dell'incidente sono ancora poco chiari e una serie di interrogativi rimangono aperti. Shevardnadze è stato accusato di aver rifiutato l'offerta dei genitori dei dirottatori di negoziare con i figli il rilascio degli ostaggi. Sono state fatte molte affermazioni secondo cui aveva chiesto la pena di morte per i dirottatori per rafforzare la sua posizione nella leadership comunista e per mostrare la sua lealtà a Mosca. I 108 fori di proiettile nell'aereo e la morte di una hostess rimangono fonte di polemiche.
Nel 2001, un produttore georgiano del Teatro Marjanishvili, David Doiashvili, decise di produrre uno spettacolo degli eventi del 1983. Tuttavia, l'amministrazione del teatro non ha accettato la sceneggiatura dello scrittore David Turashvili. Quest'ultimo ha dichiarato che Shevardnadze era riluttante a ricordare vecchi ricordi. Le organizzazioni georgiane per i diritti umani hanno affermato che la censura in Georgia era ancora pesante. Lo spettacolo The Jeans Generation, o Belated Requiem (Requiem in Ritardo), è stato messo in scena, tuttavia, al Liberty Theatre privato, guadagnando una notevole popolarità in Georgia.
Nel 2003, l'autore e regista di origine georgiana Zaza Rusadze ha realizzato il documentario Bandits sull'evento e il suo background. Il film è stato proiettato in diversi festival internazionali del cinema e trasmesso nei paesi dell'UE di lingua tedesca e francese nel 2004, nonché sul primo canale dell'emittente pubblica georgiana GPB.